# Гарсия II Санше
Гарсия II Санше Горбатый (баск. Gartzia Antso, гаск. Gassia Sans, фр. Garsie-Sanche le Courbé или le Tors, лат. Garsia Sancius Corvum; ум. после 920) — герцог Гаскони с 887/893, один из самых могущественных феодалов в Южной Франции, сын (по другой версии брат) герцога Санш III Санше Митарры Ряд средневековых источников (например, аббат Монлезён) выводил его происхождение от королей Памплоны, однако сейчас эта версия отвергнута.

## Биография

### Правление
Гарсия унаследовал Гасконь в период между 887 и 893 годами, однако она уже не была единым герцогством. Формально от герцогства Гасконь зависели отпавшие графства Комменж, Небузан, Кузеран, Бигорр и виконтство Беарн, однако фактически они были независимы. Также независимым было и графство Бордо, к югу от Гаскони образовалось королевство Памплона. Также в упадке пребывали и церковные владения.
Став герцогом, Гарсия немного расширил свои владения за счёт графства Ажан. Около 900 года он основал монастырь Сен-Пьер в Кондоме. Воспользовавшись слабостью королей Западно-Франкского королевства, Гарсия постепенно увеличил своё влияние в регионе. В 905 году он титуловался графом и маркизом, кроме того присвоил себе титул «доминус» (лат. dominus), который возвышал его до титула короля. При этом ему удалось своему влиянию подчинить гасконских графов, а также заключить союз с графами Бордо и Бигорра.
После смерти Гарсии его владения были разделены между тремя сыновьями. Старший, Санш (Санчо) IV, получил графство Гасконь, включавшее владения в современном французском департаменте Ланды. Позже оно разделилось на ряд сеньорий (Альбре, Тарта, Марансен, Борн, Марсан, Тюрсан, Габардан, Маранн, Орт, Сеньян, Кабретон, Сен-Эспри, Дакс). Кроме того Санш унаследовал герцогский титул, однако власть его оказалась ограничена только личными владениями. Второй сын, Гильем, получил графство Фезансак, от которого позже отделилось графство Арманьяк. Третий сын, Арно Ноннат, получил в управление графство Астарак.

### Брак и дети
Жена: Амуна (Муния). Её происхождение неизвестно. В некоторых источниках показана дочерью герцога Васконии Гильома I. Дети:
- Санш (Санчо) IV (ум. ок. 950), герцог Гаскони с 930
- Гильом (ум. ок. 965), граф де Фезансак, родоначальник родов графов де Фезансак и д’Арманьяк
- Арно Ноннат (ум. ок. 960), граф д’Астарак, родоначальник дома д’Астарак
- Асибелла (ум. до 905); муж: Галиндо II Аснарес (ум. 922), граф Арагона
- (?) Герсенда (ум. после 972); муж: Раймунд III Понс (ум. 944/950), граф Тулузы
- (?) Тота, монахиня